# Scipione Lancelotti
Scipione Lancelotti (Veneza, dezembro de 1527 - Roma, 2 de junho de 1598) foi um cardeal do século XVII

## Biografia
Nasceu em Roma em Presumivelmente em dezembro de 1527. Segundo dos quatro filhos de Orazio Lancellotti, médico do Papa Júlio II e abreviatore minore, e Antonina Aragonia. Os outros irmãos eram Laura, Lancellotto (arcebispo de Rossano) e Paolo (conservador de Roma). Tio do cardeal Orazio Lancellotti (1611). Outros cardeais da família foram Giulio Gabrielli (1641), um Lancellotti por parte de mãe; e Filippo Lancellotti (1794).
Recebeu a tonsura eclesiástica e as insígnias clericais em abril de 1537; estudou na Universidade de Bolonha, onde obteve o doutorado in utroque iure, direito canônico e civil, em 1547..
Advogado Consistorial no pontificado do Papa Paulo III. O Papa Paulo IV o enviou em missões à Romagna e Veneza; e Pio IV (1559-1565) a Milão, onde participou do primeiro concílio celebrado pelo cardeal Carlo Borromeo; e depois ao Concílio de Trento; os legados papais o delegaram em 1563 ao Conde de Luna, embaixador espanhol, com o propósito de induzir o monarca, tanto quanto pudesse, a ir a Trento, juntamente com Maximiliano II, rei dos romanos, e Alberto, duque de Baviera, para tentar resolver graves assuntos relativos à insuficiente participação no concílio ecumênico. Retornou a Roma e foi nomeado auditor da Sagrada Rota Romana em 2 de outubro de 1566; recebido no tribunal em 24 de janeiro de 1567; ele sucedeu monsenhor Prospero Pubblicola Santacroce, que havia sido promovido ao cardinalato. Logo em seguida, foi novamente enviado a Trento pelo Papa Pio V em missão perante o Cardeal Cristoforo Madruzzo, bispo da cidade, e seu cabido, e para solicitar ao Duque da Baviera, Maximiliano II e Fernando, arquiduque da Áustria, que resolvesse a grave controvérsia entre o cardeal e o arquiduque; ele cumpriu com sucesso sua missão. Posteriormente, foi enviado, como assistente do cardeal Giovanni Francesco Commendone, à Dieta de Augsburgo para a eleição do novo imperador. O Papa Gregório XIII pediu-lhe que acompanhasse e auxiliasse o Cardeal Flavio Fulvio Orsini, legado a lattere perante o rei Carlos IX da França; he superò l'espettazione, che erasi formata della di lui abilità, e saviezza (superou todas as expectativas formadas sobre sua habilidade e sabedoria). Retornou a Roma e depois foi enviado a Nápoles e Romagna para assuntos urgentes relativos à Rota Romana..
Criado cardeal sacerdote no consistório de 12 de dezembro de 1583; recebeu o barrete vermelho e o título de S. Simeone Profeta, 9 de janeiro de 1584. Participou do conclave de 1585, que elegeu o Papa Sisto V. Secretário dos Breves Apostólicos, 1585. Encomendado pelo Papa Gregório XIII para acabar com a fronteira controvérsia entre os cidadãos de Bolonha e o duque Afonso de Ferrara. Optou pelo título de S. Salvatore in Lauro, em 20 de abril de 1587. Participou do Conclave de setembro de 1590, que elegeu o Papa Urbano VII. Participou do Conclave do outono de 1590, que elegeu o papa Gregório XIV. Participou do conclave de 1591, que elegeu o Papa Inocêncio IX. Participou do conclave de 1592, que elegeu o Papa Clemente VIII..
Morreu em Roma em 2 de junho de 1598. Sepultado na capela de S. Francisco, que mandou construir para ele e sua família, na patriarcal basílica de Latrão, em Roma..